# أميرة أمير
أميرة أمير (17 يناير 1920 - 5 أبريل 1968)، ممثلة مصرية.

## عن حياتها
هي الابنة الكبرى للمخرجة والممثلة عزيزة أمير، بدأت الفن مع المخرج كمال سليم حيث قدّمها في فيلم حنان الذي تزوجته، وتوقفت عن التمثيل، ثم سافرت إلى الولايات المتحدة عام 1949 وتزوّجت هناك، وعملت في التلفزيون الأمريكي حيث كانت تقوم بإعداد تمثيليات قصيرة كانت تعود إلى مصر بين فترة وأخرى للعمل.

### شائعة زواجها من ابنها
انتشرت على مواقع التواصل الاجتماعي قصة أنها تزوجت من ابنها بالخطأ، وأنها سقطت من هول الصدمة، وأن ابنها انتحر بعد أن عرف ذلك، وأكدت أسرة الفنانة أن هذه القصة مختلقة بالكامل!

## أعمالها

### من الأفلام
- تحت سماء المدينة.
- الله معنا.
- المستهترة.
- جحيم الغيرة.
- دكتور بالعافية.
- الكل يغني.
- عودة طاقية الإخفاء.
- المغني المجهول.
- الدنيا بخير.
- قصة غرام.
- ليلة الجمعة.
- ابنتي.
- حنان.

## وصلات خارجية
- أميرة أمير على موقع IMDb (الإنجليزية)
- أميرة أمير على موقع الدهليز
- أميرة أمير على موقع قاعدة بيانات الأفلام العربية